# Wien Traisengasse
Wien Traisengasse (niem: Haltestelle Wien Traisengasse) – przystanek kolejowy w Wiedniu, w Austrii. Znajduje się na linii Wien Praterstern – Břeclav, w dzielnicy Brigittenau. Zatrzymują się tutaj pociągi S-Bahn linii S1, S2, S3, S4 i S7.

## Linie kolejowe
- Linia Wien Praterstern – Břeclav